# تورانی (ناحیه خب)
تورانی (به چکی: Tuřany) یک منطقهٔ مسکونی در جمهوری چک است که در ناحیه خب واقع شده‌است.